# Wendelinus

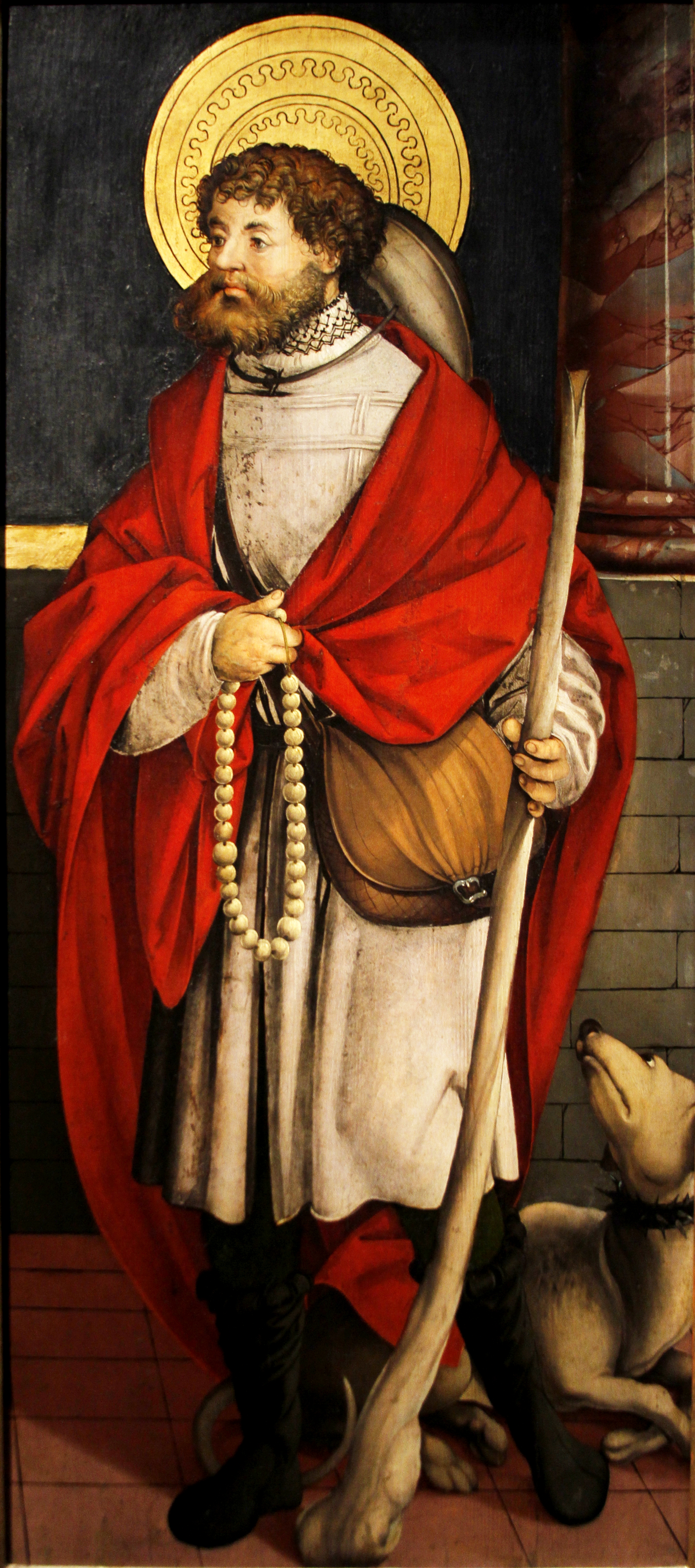
St. Wendel, Staatsgalerie Stuttgart

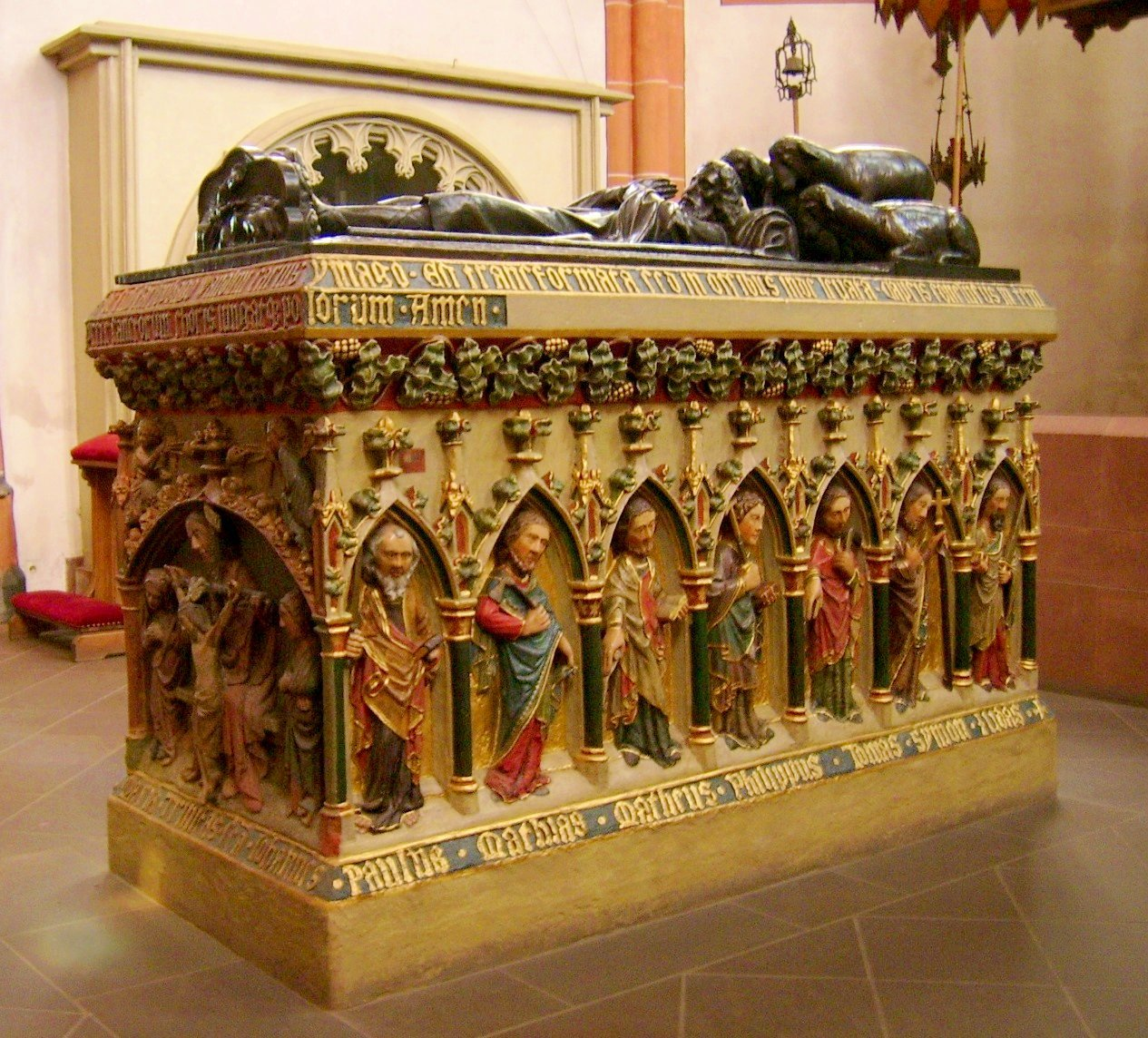
Sarcofaag van Wendelinus in de Wendalinusbasiliek in St. Wendel

De heilige Wendelinus (Wendel, Wendelin), ook Wendelin van Trier, (Ierland of Schotland, rond 555 - Tholey, ca. 617) was een kluizenaar. Hij leefde ten tijde van bisschop Magnerik van Trier. Verder is er niets met zekerheid over hem geweten. Pas vanaf 1180 wordt hij vermeld in documenten. Zijn levensbeschrijving dateert van na 1417 en is een legende.

## Legende
Wendelinus zou een Ierse of Schotse koningszoon geweest zijn, die op pelgrimstocht vertrok naar Rome en toen het kloosterleven verkoos boven het koninklijk hof. Hij leefde een tijdje als kluizenaar in het bos van Westerich. Volgens pelgrimstraditie van zijn vaderland trok hij rond, vragend om onderdak en eten, maar nadat een rijke burger nabij Trier hem bekritiseerde dat hij als jonge, sterke man bedelde, werd Wendel varkenshoeder. Hij stopte daarmee omdat hij te weinig tijd had om te bidden en werd veehoeder. Ook als veehoeder bleef hem echter te weinig tijd over om te bidden en zo werd hij schaapherder. In 597 werd hij abt in Tholey.

## Verering en vernoeming
- Wendelinus is de patroon van de varkens- en veehouders, de schaapherders en de boeren en van het vee. Hij wordt tegen veeziekten aanroepen. Zijn feestdag is 21 oktober en, onder andere in Duits taalgebied, 20 oktober.
- De Duitse stad St. Wendel werd naar hem vernoemd. Zijn graf met sarcofaag bevindt zich er in de Wendalinusbasiliek.
- In heel wat Duitse plaatsen zijn beelden van Wendelinus te vinden.
- In de Grote of Onze-Lieve-Vrouwekerk van Breda wordt Wendelinus afgebeeld in het praalgraf van Engelbrecht I van Nassau. Eveneens in Breda bevindt zich de Waalse kerk; deze heette vroeger Wendelinuskapel.
- Een Frans bier, Wendelinus werd naar hem vernoemd.[3]